# 外星也难民
《外星也难民》（英語：Solar Opposites）是由賈斯汀·羅蘭德和迈克·麦克马汉创作的美国成人動畫。本剧于2020年5月8日在Hulu上首播。动画最初是为福斯广播公司制作的，后来计划被搁置，转由Hulu接手。
该剧最初被分为2季，每季8集。2020年6月18日，Hulu续订了该剧的第三季。2021年2月23日，动画以“Star原創影集”在海外地区的Disney+上线。